# انجمن طراحان صنعتی آلمان
انجمن طراحان صنعتی آلمان (به آلمانی: Verband Deutscher Industrie Designer) (اختصاری VDID) یک سازمان حرفه‌ای برای طراحان صنعتی مستقر در آلمان است که توسط هفت طراح آلمانی در سال ۱۹۵۹ میلادی تأسیس شد. وی‌دی‌آی‌دی (VDID) انجمنی از طراحان آلمانی است که با هدف ترویج، تبادل دانش، ایده‌ها، حرفه‌ای‌ گری، دوستی و حمایت از همه اعضاء برای کمک به محیط کاری روزمره و حرفهٔ طراحان صنعتی پایه‌گذاری شده است. وی‌دی‌آی‌دی به عنوان میانجی بین صنعت و طراحان و همچنین سیاست و اقتصاد عمل می‌کند. این سازمان یک سازمان خواهر انجمن طراحان صنعتی آمریکا (IDSA) از طریق شورای بین‌المللی انجمن‌های طراحی صنعتی (ICSID) است.

## تاریخچه
هفت طراح صنعتی حرفه‌ای که بعدها در نشریات و رسانه‌ها به عنوان «۷» نامیده شدند، به هم پیوستند و وی‌دی‌آی‌دی را در سال ۱۹۵۹ میلادی تأسیس کردند. این هفت طراح عبارتند از پروفسور آرنو فوتلر، پروفسور هانس اریش اسلنی، هانس-تئو باومان، هربرت هیرشه، گونتر کوپتز، راینر شوتزه و پیتر راکه. آن‌ها معتقد بودند که طراحان به انجمنی نیاز دارند تا حمایت حرفه‌ای را ترویج کند، از آن‌ها در مسائل حقوقی و آموزشی حمایت کند، و این حرفه را به عموم معرفی کند. در همان زمان آن‌ها به عنوان یک عضو کامل به آی‌سی‌اس‌آی‌دی پیوستند. وی‌دی‌آی‌دی همچنین با انجمن طراحی مُد و پارچهٔ آلمان (VDMD) زیر چتر انجمن طراحان آلمان (DDV) همکاری نزدیکی دارد.

## نمایشگاه‌ها، جلسات، مسابقات و جوایز طراحی
وی‌دی‌آی‌دی بسیاری از سازمان‌های دیگر را در آلمان و سراسر اروپا با ترویج نمایشگاه‌ها، جوایز و مسابقات در حرفۀ طراحی صنعتی تبلیغ می‌کند. برای تحقق این امر، جلسات منطقه‌ای و همچنین ملی به‌ طور منظم برگزار می‌شود. وی‌دی‌آی‌دی حامی رویدادهایی مانند بازدید از موزۀ پورشه، سخنرانی‌هایی دربارۀ نمونه‌سازی سریع و مجموعه‌های سخنرانی توسط طراحان معروف است. در حالی که آن‌ها از بسیاری از مسابقات پشتیبانی می‌کنند، دو مسابقۀ زیر مخصوص وی‌دی‌آی‌دی هستند:
- مسابقهٔ طراحی دانشجویی وی‌دی‌آی‌دی
- مسابقهٔ وی‌دی‌آی‌دی کاغذ ای‌بی